# ال‌جی تراکس
ال‌جی تراکس (به انگلیسی: LG Trax (CU575))، یک‌نمونه از گوشی‌های تلفن همراه سری یواس‌آ جی‌اس‌ام (به انگلیسی: USA GSM (CU)) شرکت ال‌جی الکترونیکس می‌باشد که توسط همین شرکت به بازار عرضه شده‌است. 